# 3 Oddział Rozpoznawczy
3 Oddział Rozpoznawczy (OR-3) – oddział rozpoznawczy Wojska Polskiego we Francji.

## Historia oddziału
Oddział formował się od 23 marca 1940 roku w miejscowości Loyat, w Bretanii, w składzie 3 Dywizji Piechoty. Jednakże jeszcze w styczniu tego roku rtm. Hugo Kornberger zwrócił się do gen. Sikorskiego z prośbą o pozwolenie na zgromadzenie ułanów małopolskich w tej formacji. Dlatego też OR-3 nieoficjalnie kontynuował tradycje 9 Pułku Ułanów Małopolskich.
Jednostka  nie dokończyła formowania. Nie wzięła też udziału w walkach. 17 czerwca dowódca OR-3 otrzymał rozkaz wycofania oddziału. Liczył on wówczas 33 oficerów i 430 szeregowych. Prócz broni osobistej posiadał jedynie 42 erkaemy i dwa cekaemy. 
Z portu La Turballe niedaleko miasta Saint-Nazaire ewakuowano większości oficerów i znaczną części szeregowych do Wielkiej Brytanii.

## Organizacja oddziału w 1940 roku
- Dowództwo
- szwadron konny
- szwadron motocyklistów
- szwadron ckm i broni towarzyszącej

## Żołnierze oddziału
Dowódcy oddziału
- rtm. Hugo Kornberger[a]
- mjr Włodzimierz Łączyński

Oficerowie
- ppor. rez. Mieczysław Eckhardt